# Macroditassa marianae
Macroditassa marianae là một loài thực vật có hoa trong họ La bố ma. Loài này được Fontella & M.V.Ferreira mô tả khoa học đầu tiên năm 1998.